# 藤井善言
藤井 善言（ふじい よしご、1847年(弘化4年)-没年不詳）は日本の幕末の佐倉藩士。明治時代には大蔵省官吏から文部省、農商務省で書記官を務めた。弟は軍艦の設計で知られる佐波一郎。長姉の淑は依田学海に嫁いだ。

## 経歴
- 1847年(弘化4年)、下総国佐倉藩に佐倉藩士、藤井喜一郎の長男として生まれる。
- 1887年(明治20年)、文部省書記官。
- 1889年(明治22年)、農商務省書記官。のちに参事官。
- 1894年(明治27年)、賞勲局書記官。正六位勲五等。正五位勲四等。
- 1917年(大正6年)、年齢71歳に達するを以て本官を辞す。

## 栄典
位階
- 1901年（明治34年）4月20日 - 正六位[1]

勲章
- 1889年（明治22年）11月29日 - 大日本帝国憲法発布記念章[2]

## 著書

### 訳著
- 『琉球・日本・支那関係論／ターリェー・ジュ・ジャッポン新聞』藤井善言・伊東巳代治訳